# Los destellos (película)
Los destellos es una película española de drama de 2024, escrita y dirigida por Pilar Palomero, basada en el relato corto Un corazón demasiado grande de Eider Rodríguez. Está protagonizada por Patricia López Arnaiz, Antonio de la Torre, Julián López y Marina Guerola. Tuvo su estreno mundial en el Festival Internacional de Cine de San Sebastián el 22 de septiembre de 2024, y luego se estrenó en cines españoles el 4 de octubre de 2024, con distribución de Caramel Films.

## Trama
La vida de Isabel (Patricia López Arnaiz) da un inesperado giro el día en que su hija Madalen (Marina Guerola) le pide que visite regularmente a Ramón (Antonio de la Torre), que se encuentra enfermo. Tras quince años alejada de su exmarido, un hombre al que ve como a un desconocido pese a que fueron familia durante años, en Isabel comienzan a reavivarse resentimientos que creía superados. Sin embargo, al acompañar a Ramón en su momento más vulnerable, Isabel conseguirá ver con otros ojos el fracaso que vivieron para centrarse en el presente de su propia vida.

## Reparto
- Patricia López Arnaiz como Isabel
- Antonio de la Torre como Ramón
- Julián López como Nacho
- Marina Guerola como Madalen

## Producción
En enero de 2023, Pilar Palomero dijo en una entrevista concedida al programa El Faro de la Cadena SER que estaba desarrollando una adaptación del relato corto Un corazón demasiado grande de Eider Rodríguez, titulada Los destellos. En junio de 2023, se organizó el casting de la película en las localidades valencianas de Morella y Benicarló. El rodaje de la película tuvo lugar entre octubre y noviembre de 2023 en Horta de San Juan y Tortosa, con Patricia López Arnaiz, Antonio de la Torre, Julián López y Marina Guerola como protagonistas.

## Lanzamiento y marketing
El 12 de julio de 2024, se anunció que Los destellos tendría su estreno mundial en el Festival Internacional de Cine de San Sebastián el 22 de septiembre de 2024. Dos días después, el 14 de noviembre de 2024, Caramel Films lanzó el tráiler de la película y programó su estreno en cines para el 4 de octubre de 2024.

## Premios y nominaciones
80.ª edición de las Medallas del Círculo de Escritores Cinematográficos
| Categoría              | Premiado              | Resultado |
| ---------------------- | --------------------- | --------- |
| Mejor película         | Mejor película        | Nominada  |
| Mejor dirección        | Pilar Palomero        | Nominada  |
| Mejor actriz           | Patricia López Arnaiz | Nominada  |
| Mejor actor secundario | Antonio de la Torre   | Ganador   |
| Mejor guion adaptado   | Pilar Palomero        | Ganadora  |
| Mejor fotografía       | Daniela Cajías        | Nominada  |
| Actriz revelación      | Marina Guerola        | Nominada  |